# Chiesa dei Santi Apostoli (Costantinopoli)
La chiesa dei Santi Apostoli a Costantinopoli (in greco Άγιοι Απόστολοι?, Aghioi Apostoloi), nota anche come Polyándreion Imperiale (Cimitero Imperiale), era una delle chiese più importanti della nuova capitale sin dai tempi della fondazione ad opera di Costantino I. 

La chiesa dei Santi Apostoli, con pianta a croce greca, divenne un modello per tutte le chiese successive dedicate agli apostoli, come la Basilica degli Apostoli di Gerasa o la Basilica apostolorum fondata un secolo dopo a Milano da sant'Ambrogio.

## Storia

### L'epoca di Costantino
La prima chiesa dei Santi Apostoli fu fatta costruire da Costantino stesso, assieme alla cattedrale di Santa Sofia, ma solo della prima l'Imperatore poté vedere anche il completamento dei lavori. La chiesa venne eretta nel punto più alto della città entro la cinta muraria, presso la Porta di Adrianopoli, e venne concepita inizialmente per ospitare le reliquie dei dodici apostoli, che Costantino fece ricercare in tutto l'impero. Tuttavia, finì per custodire solo quelle di sant'Andrea, considerato il primo vescovo della città, oltre a quelle di san Luca evangelista e di san Timoteo (non apostoli in senso stretto). 

Divenne invece un vero e proprio mausoleo per molti imperatori (Costantino fu il primo ad esservi sepolto) e patriarchi fino all'XI secolo.
L'edificio fu ricostruito da Giustiniano I nel VI secolo in forma grandiosa e diversa dal precedente: demolito nel 1462, dopo la conquista ottomana della città nel 1453, a causa delle sue condizioni fatiscenti, venne sostituito dalla prima delle moschee imperiali di Istanbul, intitolata a Maometto II "Fatih" (il Conquistatore). Quest'ultima venne parzialmente riedificata nel XVIII secolo dopo un forte terremoto. A causa di questi eventi, ad oggi non resta traccia della costruzione originaria della basilica.
Le fonti antiche di epoca costantiniana la descrivono come un edificio splendido e vasto, a pianta centrale e posto al centro di un cortile con esedre e fontane, lungo il quale correva un porticato con colonne. Poco lontano si accedeva dal cortile a un complesso termale e a una vera e propria residenza imperiale secondaria. In questo largo recinto, che come impostazione assomigliava all'antico deambulatorio della basilica del Santo Sepolcro a Gerusalemme, era prevista l'accoglienza della folla; le terme dovevano ristorare chi vi giungesse da lontano mentre il palazzo doveva dare alloggio ai futuri imperatori giunti in visita al mausoleo: tutto era predisposto per trasformare il luogo in meta di pellegrinaggio.
All'interno si trovava la tomba di Costantino, dove l'imperatore stesso aveva disposto che giornalmente si celebrasse la messa. Sulle pareti erano presenti dodici stélai, cenotafi o lapidi che ricordavano i dodici apostoli.
Nel 395 vi venne tumulata la salma di Teodosio I.
Nel 479 fu rifugio di Flavio Marciano, Procopio Antemio e Romolo, figli dell'imperatore d'Occidente Antemio che si erano ribellati contro Zenone e che furono arrestati proprio dentro la chiesa.

### La ricostruzione di Giustiniano

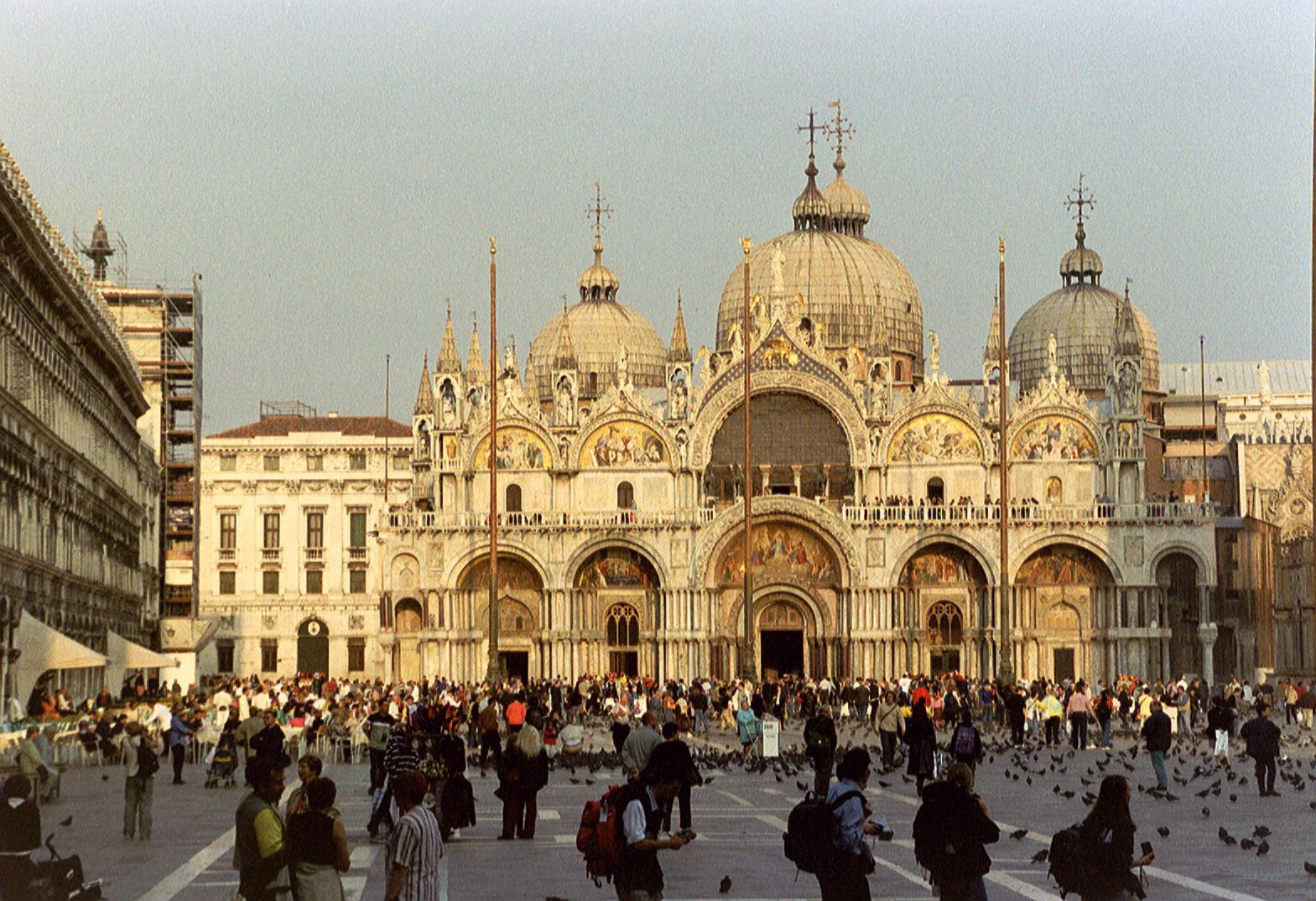
La Basilica di San Marco a Venezia, costruita su modello della Chiesa dei Santi Apostoli d'epoca giustinianea.

Durante il regno di Giustiniano la chiesa venne completamente demolita e riedificata con dimensioni maggiori. Procopio di Cesarea riporta come la ricostruzione fosse stata voluta da Giustiniano stesso, mentre lo Pseudo-Codino attribuisce la decisione all'imperatrice Teodora. Gli architetti furono Antemio di Tralle e Isidoro di Mileto, già progettisti della nuova basilica di Hagia Sophia. La consacrazione della nuova chiesa avvenne il 28 giugno 550. La nuova costruzione presentava una pianta a croce greca con cinque cupole, una per ciascun braccio più una centrale; il braccio occidentale si estendeva verso un atrio. Le preziose reliquie di Costantino e dei santi vennero traslate nella nuova chiesa, mentre Giustiniano volle un mausoleo per sé e la sua famiglia al termine del braccio nord.
Per più di settecento anni la basilica dei Santi Apostoli fu la seconda chiesa più importante di Costantinopoli, dopo Hagia Sophia. Ma, rispetto alla basilica della Santa Sapienza, quella dei Santi Apostoli era nel cuore pulsante della parte nuova della città, sulla grande arteria chiamata "Mese". Questo faceva della chiesa senz'altro l'edificio di culto più frequentato della città.
Nell'803 vi fu tumulata la basilissa Irene d'Atene, la prima donna ad aver regnato da sola su Bisanzio; Irene morì in povertà a Lesbo, dopo essere stata spodestata e esiliata da Niceforo I; tuttavia fu sepolta con tutte le onorificenze che si debbono ad un'imperatrice, con molti gioielli e monili (fra cui anche la sua corona).
Nel IX secolo fu rinnovata e forse ingrandita da Basilio I. Risale al X secolo una descrizione in versi ad opera di Costantino di Rodi, dedicata a Costantino VII Porfirogenito.

### Basso Medioevo
Nel 1197 le tombe degli imperatori vennero aperte da Alessio III Angelo per recuperare dell'oro da utilizzare per pagare un tributo all'imperatore Enrico VI. Venne risparmiata la sola tomba di Costantino.
Un primo saccheggio avvenne ad opera dei veneziani durante la quarta crociata (1204), quando i sepolcri imperiali furono aperti e gioielli e monili trafugati. Raccontano le cronache come la tomba dell'Imperatore Eraclio I sia stata saccheggiata e la corona imperiale ne sia stata asportata con i capelli della salma ancora attaccati. Alcuni di quei reperti si trovano ancora oggi nel tesoro della basilica di San Marco.
Quando Michele VIII Paleologo riprese la città, fece erigere nella chiesa una statua dell'Arcangelo Michele per commemorare sé stesso e l'evento. La chiesa venne restaurata da Andronico II Paleologo all'inizio del Trecento, ma in seguito venne quasi abbandonata via via che l'Impero declinava e la popolazione di Costantinopoli diminuiva. Il fiorentino Cristoforo Buondelmonti riferisce di una sua visita alla chiesa nel 1420, parlando delle pessime condizioni in cui ormai si trovava la gloriosa basilica.

### Dopo la conquista ottomana
Il 29 maggio 1453 Costantinopoli fu conquistata dagli ottomani. Santa Sofia venne trasformata in moschea, mentre Maometto II concesse al patriarca Gennadio Scolario  come seggio patriarcale i Santi Apostoli, che divennero quindi provvisoriamente il centro ufficiale della Chiesa greco-ortodossa.
Tuttavia la chiesa, dopo secoli di guerre e terremoti, era cadente, e in più la zona attorno alla chiesa venne presto colonizzata dai turchi, che non tardarono a manifestare la propria ostilità ad un luogo di culto cristiano così importante in quella zona della città. A seguito dell'assassinio di un turco da parte di un greco le ostilità si acuirono, e il patriarca stesso decise allora di trasferire la sua sede alla chiesa della Theotokos Pammacaristos, nel distretto cristiano di Phanar, nel 1457.
Il sultano, piuttosto che convertire la chiesa in moschea, decise di abbatterla e di ricostruire un luogo di culto che fosse all'altezza del sito che occupava. Il risultato fu la moschea di Fatih (Moschea del Conquistatore), successivamente ricostruita nel XVIII secolo in seguito al terremoto del 1766 (dell'antico edificio rimasero solo il cortile, la parte inferiore dei minareti e del portale). In essa si trova ancora oggi la tomba di Maometto II, il sovrano che conquistò Costantinopoli.

## Architettura
Non restano descrizioni iconografiche della chiesa dei Santi Apostoli all'epoca di Costantino, e per quanto riguarda la chiesa giustinianea resta solo una miniatura nel Codice Vaticano 1162, oltre ad alcune suggestioni su sfondi di testimonianze pittoriche bizantine e a descrizioni letterarie. La prima basilica fece da modello per gran parte degli edifici sacri a pianta centrale nel mondo europeo e mediterraneo; la seconda basilica potrebbe aver fornito il modello per la basilica di San Marco a Venezia e alcune altre chiese europee come la cattedrale di Saint Front a Périgueux in Francia.

## Le reliquie

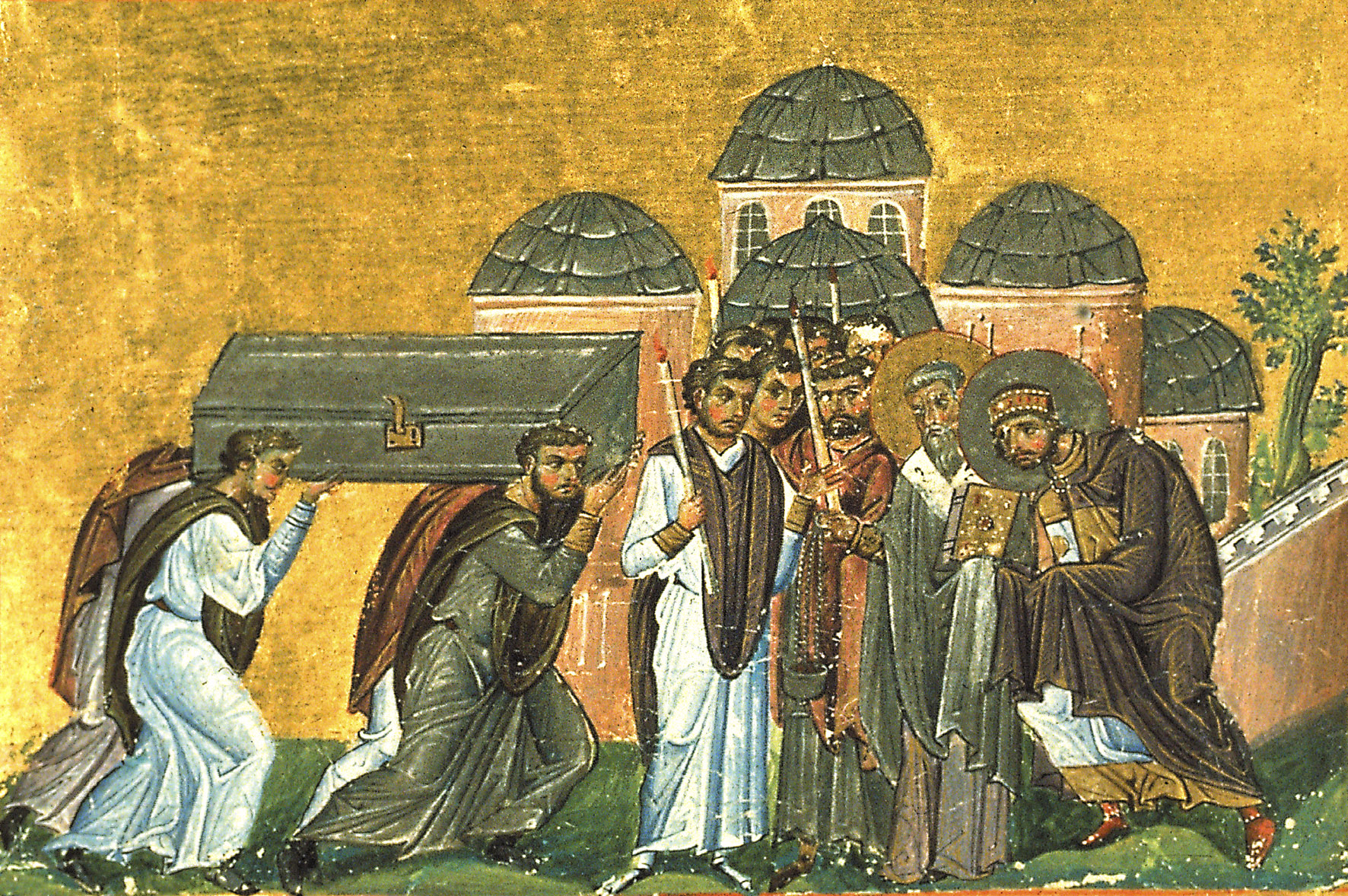
La traslazione delle reliquie di San Giovanni Crisostomo nella chiesa dei Santi Apostoli. Miniatura dal Menologion di Basilio II.

Le reliquie più preziose della chiesa erano i teschi di sant'Andrea Apostolo, di san Luca evangelista e di san Timoteo, i resti di Giovanni Crisostomo e di altri Padri della Chiesa, santi e martiri. Inoltre vi era conservata una colonna della flagellazione (secondo la tradizione ve ne furono tre), oggi custodita nella Cattedrale di San Giorgio, alla quale si credeva che fosse stato legato Gesù (un'altra colonna della flagellazione è nella basilica di Santa Prassede a Roma).

Assieme ai santi erano conservati i sepolcri con i corpi degli imperatori e delle imperatrici di Bisanzio, a partire da Costantino.
La chiesa aveva anche uno straordinario corredo di tesori artistici e di oro, argento e pietre preziose donate dai fedeli.

## Sepolcri
- Costantino I (306-337)
- Flavio Claudio Giuliano (363)
- Gioviano (363-364) e sua moglie Charito
- Valentiniano I (364-375) e sua moglie Marina Severa
- Teodosio I (379-395)
- Marciano (450-457) e sua moglie Elia Pulcheria
- Anastasio I (491-518) e sua moglie Ariadne (515)
- Giustiniano (565) e Teodora (548)
- Ino Anastasia (593)
- Ciriaco (606)
- Fausta (668)
- Eraclio (641)
- Anastasia (711)
- Eudocia
- Irene l'Ateniana (797-802)
- Niceforo I (828)
- Leone VI il Saggio (912) e le sue tre mogli: Teofano Martiniake (893), Zoe Zaoutzaina (899), Eudocia Baïana (901)
- Eudocia Ingerina (882)
- Niceforo II (969)
- Zoe Porfirogenita (1050)
- Teodora Porfirogenita (1056)